# Mile Prpa
Mile Prpa (Siverić, 2. kolovoza 1944.) je hrvatski je književnik, slikar, filozof, kolumnist i član HKV-a.  Piše pjesme. Autor je zbirke soneta koja se zove Sonetna rapsodija.
Hrvatskoj je javnosti manje poznat, zbog toga što ga hrvatski mediji i institucije neobjašnjivo prešućuju, iako je autorom velikog filozofskog opusa, preko pedeset tisuća stihova te velikog i neizloženog slikarskog projekta. Štoviše, iseljena Hrvatska više zna za njega, a spada u kolumniste kojeg internetski portali Hrvata u svijetu vrlo često citiraju pa spada u najcitiranije kolumniste.
Autor je pjesme Hrvatski izlog, koju je uglazbio Ivica Percl.
Prpin slikarski opus se sastoji od više od 600 radova. Uglavnom su u tehnici ulja na staklu.

## Vanjske poveznice
- Hrvatsko kulturno vijeće Tekstovi Mile Prpe
- Hrvatsko kulturno vijeće Internetske stranice naših članova - Mile Prpa